# Bàgrids
Els bàgrids (Bagridae) són una família de peixos pertanyent a l'ordre dels siluriformes distribuïts des d'Àfrica (incloent-hi la conca del riu Nil i els Grans Llacs) fins al Japó i Borneo.
El cos d'aquests peixos no té ni plaques òssies ni escates. La mandíbula superior, la inferior i, sovint fins i tot, el paladar presenten dents. De dos a quatre parells de barbetes als llavis superior i inferior. L'aleta dorsal està molt avançada i el seu primer radi forma una espina forta (sovint marcada per talls en forma de dents de serra). Aleta adiposa allargada. Anal petita. Ulls petits i coberts generalment per la pell.
En cas de perill, emeten sons que recorden el de la granota o el del grill.

## Taxonomia
- Adelopeltis

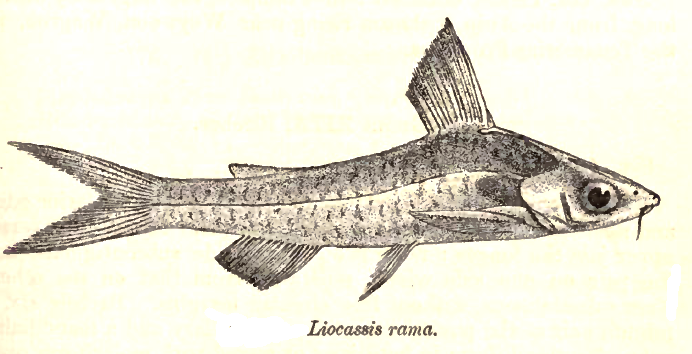
Rama chandramara

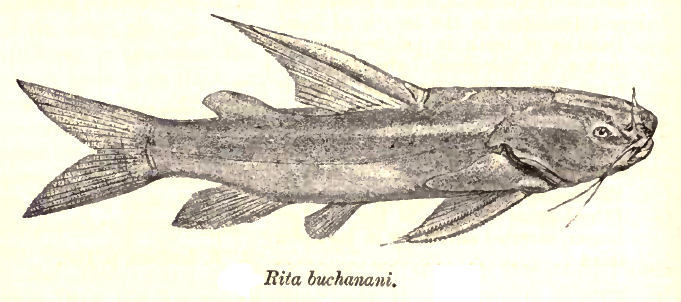
Rita rita

  - Adelopeltis angusticeps (Dabry de Thiersant, 1872)
  - Adelopeltis laticeps (Dabry de Thiersant, 1872)
- Bagrichthys (Bleeker, 1858)[5]
  - Bagrichthys hypselopterus  (Bleeker, 1852)
  - Bagrichthys macracanthus  (Bleeker, 1854)
  - Bagrichthys macropterus  (Bleeker, 1853)
  - Bagrichthys majusculus  (Ng, 2002)
  - Bagrichthys micranodus  (Roberts, 1989)
  - Bagrichthys obscurus  (Ng, 1999)
  - Bagrichthys vaillantii  (Popta, 1906)
- Bagroides (Bleeker, 1851)[6]
  - Bagroides hirsutus (Herre, 1934)
  - Bagroides melapterus (Bleeker, 1851)
- Bagrus (Bosc, 1816)[7]
- Batasio (Blyth, 1860)[8]
- Coreobagrus (Mori, 1936)[9]
  - Coreobagrus brevicorpus (Mori, 1936)
  - Coreobagrus ichikawai (Okada & Kubota, 1957)
- Gnathobagrus (Nichols & Griscom, 1917)[10]
  - Gnathobagrus depressus (Nichols & Griscom, 1917)
- Hemibagrus (Bleeker, 1862)[11]
- Hemileiocassis (Ng & Lim, 2000)[12]
  - Hemileiocassis panjang (Ng & Lim, 2000)
- Horabagrus (Jayaram, 1955)
  - Horabagrus brachysoma (Günther, 1864)
  - Horabagrus nigricollaris (Pethiyagoda & Kottelat, 1994)
- Hyalobagrus
  - Hyalobagrus flavus (Ng & Kottelat, 1998)
  - Hyalobagrus leiacanthus (Ng & Kottelat, 1998)
  - Hyalobagrus ornatus (Duncker, 1904)
- Leiocassis (Bleeker, 1858)[5]
- Mystus (Scopoli, 1777)[13]
- Nanobagrus (Mo, 1991)[14]
  - Nanobagrus armatus (Vaillant, 1902)
  - Nanobagrus immaculatus (Ng, 2008)
  - Nanobagrus nebulosus (Ng & Tan, 1999)
  - Nanobagrus stellatus (Tan & Ng, 2000)
  - Nanobagrus torquatus (Thomson, López, Hadiaty & Page, 2008)
- Olyra (McClelland, 1842)[15]
- Pardiglanis (Poll, Lanza & Romoli Sassi, 1972)[16]
  - Pardiglanis tarabinii (Poll, Lanza & Romoli Sassi, 1972)
- Pelteobagrus (Bleeker, 1865)[17]
- Pseudobagrus (Bleeker, 1859)[18]
- Pseudomystus (Jayaram, 1968)[19]
- Rama (Bleeker, 1858)[5]
- Rheoglanis (Poll, 1966)[20]
  - Rheoglanis dendrophorus (Poll, 1966)
- Rita (Bleeker, 1853)[21]
  - Rita chrysea (Day, 1877)
  - Rita gogra (Sykes, 1839)
  - Rita kuturnee (Sykes, 1839)
  - Rita macracanthus (Ng, 2004)
  - Rita rita (Hamilton, 1822)
  - Rita sacerdotum (Anderson, 1879)
- Sperata (Holly, 1939)[22]
  - Sperata acicularis (Ferraris & Runge, 1999)
  - Sperata aor (Hamilton, 1822)
  - Sperata aorella (Blyth, 1858)
  - Sperata sarwari (Mirza, Nawaz & Javed, 1992)
  - Sperata seenghala (Sykes, 1839)[23][24][25][26][27][28]